# Ерик Стоев
Ерик Стоев е български волейболист, юношески национал на България, състезател и капитан на втородивизионния български волейболен клуб ВК Сливнишки герой (Сливница). Европейски и световен вицешампион с гарнитурите U-17 и U-19 на България.

## Биография
Роден е на 10 април 2003 година в София, в спортно семейство. Баща му Мартин Стоев е дългогодишен волейболен национал, „Треньор на България за 2006 и 2007 година“. Майка му Елизабет Колева е бивша състезателка по художествена гимнастика, част от „Златните момичета“ на България. Дядо му Стоян Стоев е бивш волейболист, национален състезател, вицешампион от СП по волейбол в София 1970 г., дългогодишен треньор. Баба му Маргарита Щъркелова е бивш национал по баскетбол, бронзов медалист от Летните олимпийски игри в Монреал 1976, като става и топ реализатор на турнира. Има сестра – Мартина.
Учи в 51 средно училище „Елисавета Багряна“, град София. Започва да тренира волейбол още в невръстна възраст, под опеката на своя именит баща и треньор №1 на България Мартин Стоев. Играе за ВК Люлин (София), но през 2015 г. преминава във волейболния клуб „Сливнишки герой“ от град Сливница. С младежкия състав става на няколко пъти регионален шампион, а от 2019 г. вече играе за мъжкия състав на отбора.
През 2019 г. с отбора на ВКСГ влиза във Висшата волейболна лига на България, като скоро става капитан на отбора. От 2019 г. е юношески национал на България, като става балкански и вицеевропейски шампион, като отбора губи на финала от Франция.
През август 2019 година Ерик и тимът на юношеските национали е удостоен с приза „Отбор на месеца“ на Пресклуб България. Със своите силни изяви на международната сцена Ерик Стоев става победител в анкетата „Спортист на Община Сливница“ за 2019 година.
През 2020 година с младежкия национален отбор на България заема четвърто място на Евроволей 2020 в Италия.